# Crassula orbicularis
Crassula orbicularis là một loài thực vật có hoa trong họ Crassulaceae. Loài này được L. miêu tả khoa học đầu tiên năm 1753.

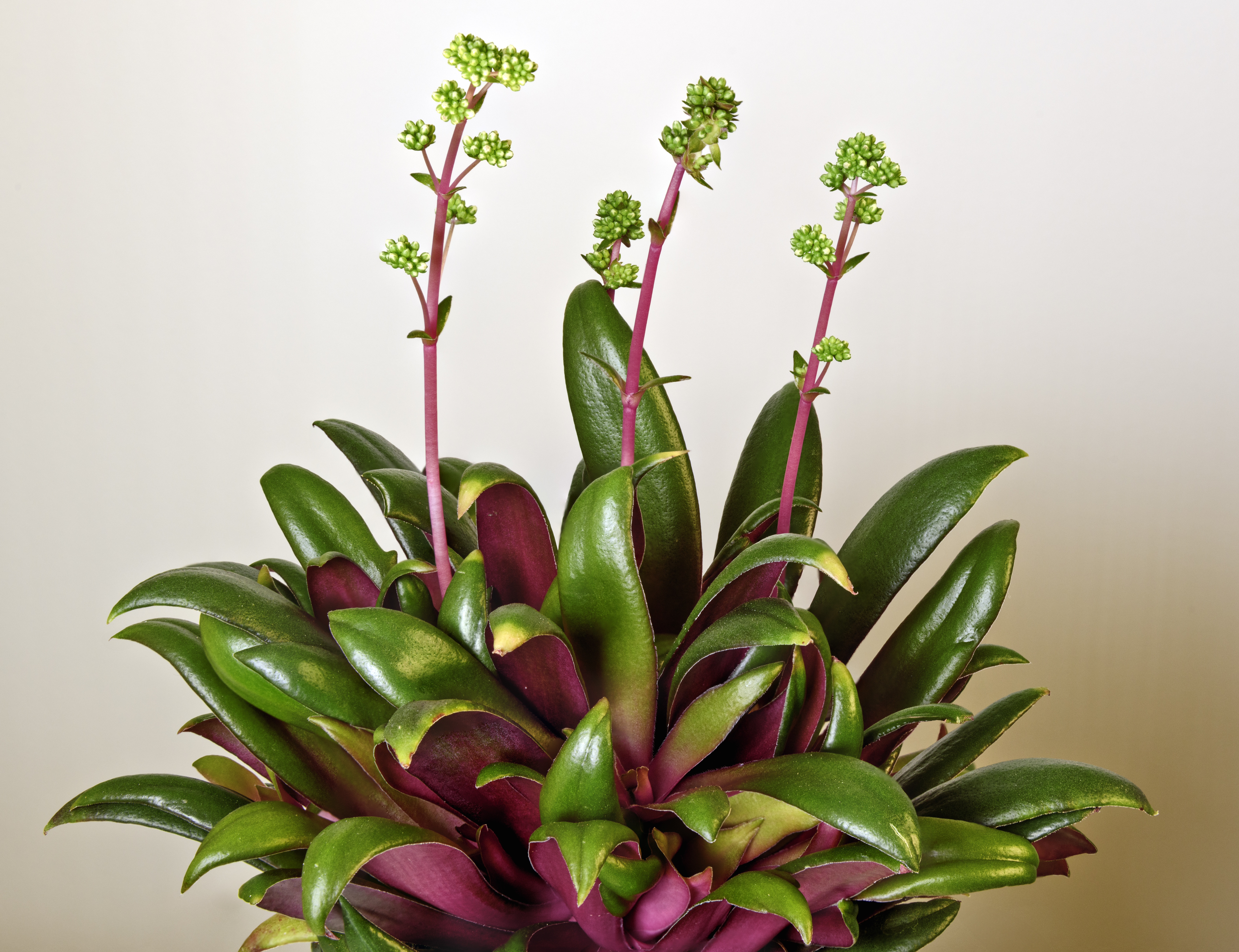
Crassula orbicularis var. rosularis Cụm hoa và tán lá chưa trưởng thành
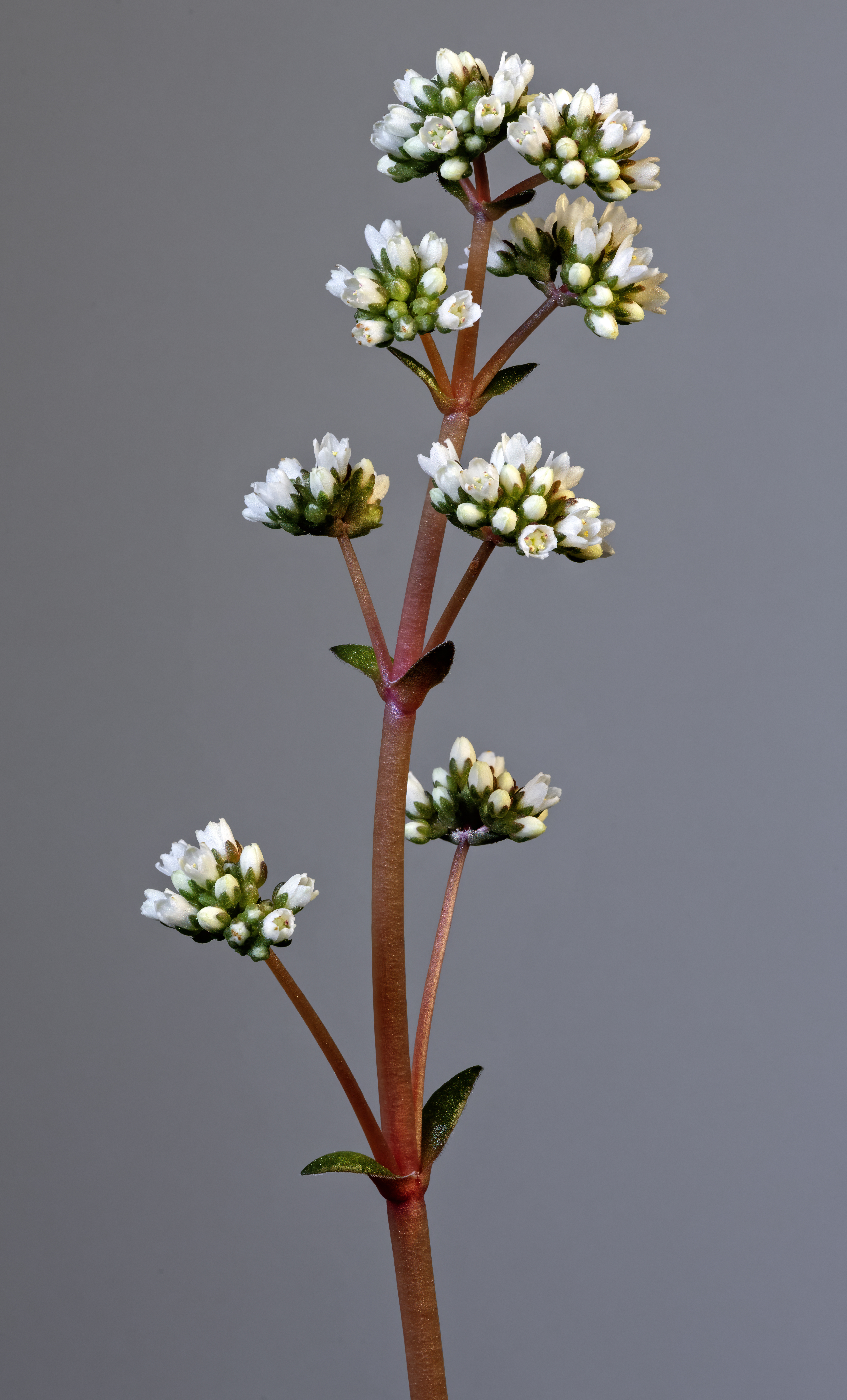
Crassula orbicularis var. rosularis Cụm hoa